# Князь де Лампедуза

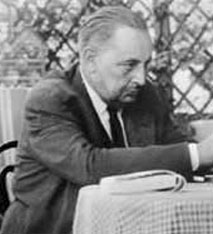
Джозеппе Томази (1896—1957), 11-й князь де Лампедуза (1934—1957)

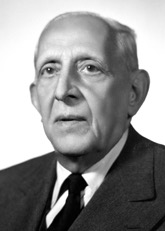
Пьетро Томази делла Торретта (1873—1962), последний (12-й) князь де Лампедуза (1957—1962)

Князь де Лампедуза (исп. Principado de Lampedusa) — испанский аристократический титул. Он был создан 13 августа 1667 года королем Испании Карлом II для Джулио I Томази, герцога де Пальма. С 1724 года князья де Лампедуза являлись грандами Испании 1-го класса.
Название княжеского титула происходит от названия острова Лампедуза в Средиземном море, в 205 км от Сицилии и в 113 км от Туниса. Остров Лампедуза, начиная с XV века, принадлежал семье Каро-Томази, которая получила от короля Неаполя Альфонсо V титул баронов Монтекьяро. В середине XIX века князья Лампедузы продали свой остров Королевству обеих Сицилий.
В 1861 году Королевство обеих Сицилий было ликвидировано и включено в состав Итальянского королевства. В 1903 году титул принца де Лампедуза был признан в Королевстве Италия.

## История
В конце XVI века баронесса Монтекьяро (последняя из дома Каро, владевшая островом Лампедуза) вступила в брак с сицилийцем Марио Томази. Их старший сын получил имя: Карло Джулио Каро Томази и унаследовал титул матери. Он воспитывался своим дядей, Марио Каро Томази, губернатором Ликаты. При поддержки дяди и короля Испании Филиппа IV в 1637 году Карло Джулио Каро Томази присоединил к феоду Монтекьяро город Пальма. В следующем 1638 году Карло Джулио Каро Томази получил титул герцога де Пальма, но затем он отказался от светской жизни и вступил в Театинский католический орден. Титулы герцога ди Пальма и барона ди Монтекьяро были переданы его брату Джулио, который в 1667 году получил от короля Испании Карла II титул князя де Лампедуза. Он был известен как «Святой герцог». Все его потомки проживали на острове Сицилия, в городах Пальма и Палермо.
Среди них наиболее известны Фердинандо II, 4-й князь де Лампедуза, служивший Габсбургам и Бурбонам, который в 1724 году получил ранг гранд Испании 1-го класса. Джузеппе Мария Томази (1649—1713), итальянский кардинал. Джулио Фабрицио Томази, 8-й князь де Лампедуза (1813—1885), известен своими исследованиями по астрономии. Джузеппе Томази, 11-й князь де Лампедуза (1896—1957), итальянский писатель, написавший роман «Леопард».
Последним князем де Лампедуза был итальянский политик и дипломат Пьетро Паоло Томази, маркиз делла Торрета (1873—1962), дядя и преемник Джузеппе Томази. Он занимал должности министра иностранных дел Италии (1921—1922) и председателя Сената Италии (1944—1946).

## Список князей де Лампедуза
- 1667—1669: Джулио I Каро Томази (18 октября 1614, Рагуза — 21 апреля 1669, Пальма), 1-й князь де Лампедуза, 2-й герцог де Пальма, барон де Монтекьяро. Был женат на Росалии Траине, баронессе Фальконери и Торетта. Ему наследовал его сын:
- 1669—1672: Фердинандо I Томази (1651, Пальма — 1672), 2-й князь де Лампедуза, 3-й герцог де Пальма, барон де Монтекьяро. Женат с 1669 года на Мельхиоре Неселли и Куррильо, дочери Луиджи, 1-го князя Арагона. Ему наследовал его сына:
- 1672—1698: Джулио II Томази (1671, Пальма — 13 марта 1698), 3-й князь де Лампедуза, 4-й герцог де Пальма, барон де Монтекьяро. Женат с 1692 года на Анне Марии Населли и Фиориоти, дочери 2-го князя де Арагона
- 1698—1775: Фердинандо II Mария Томази (1697, Пальма — 1775, Палермо), 4-й князь де Лампедуза, 4-й герцог де Пальма, барон де Монтекьяро. Первым браком был женат на Росалии Вальгуарнера и Бранчифорти, дочери князя Нишеми. Вторично женился на Джованне Вальгуарнера ди Витале. Ему наследовал его сын:
- 1775—1792: Джузеппе II Мария Томази (1717, Палермо — 1792), 5-й князь де Лампедуза, 6-й герцог де Пальма, барон де Монтекьяро. Был женат на Антонии Роано и Полластра. Ему наследовал его сын:
- 1792—1812: Джулио III Мария Томази (1743, Палермо — 1812), 6-й князь де Лампедуза, 7-й герцог де Пальма, барон де Монтекьяро, сенатор Палермо, депутат Королевства обеих Сицилий. С 1766 года был женат на Марии Каттерине Романо Колонна и Гравина, дочери герцога Рейтано. Ему наследовал его сын:
- 1812—1833: Джузеппе III Томази (1767, Палермо — 1833), 7-й князь де Лампедуза, 8-й герцог де Пальма, барон де Монтекьяро. Первым браком был женат на Анджеле Филангери и Фарина, дочери князя Куто. Во второй раз женился на Каролине Wochingher. Ему наследовал его сын:
- 1833—1885: Джулио Фабрицио Томази (1815, Палермо — 1885, Флоренция) — 8-й князь ди Лампедуза, 9-й герцог де Пальма, барон де Монтекьяро. Был женат на Марии Стелле Гуччия и Ветрано, дочери маркиза де Гансария. Ему наследовал его сын:
- 1885—1908: Джузеппе IV Томази (1838, Палермо — 1908), 9-й князь де Лампедуза, 10-й герцог де Пальма, барон де Монтекьяро. Был женат на Стефании Папе и Ванни. Ему наследовал его сын:
- 1908—1934: Джулио V Мария Томази (1868—1934), 10-й князь де Лампедуза, 11-й герцог де Пальма, барон де Монтекьяро. Был женат на Беатрис Мастроджованни Таска Филанджери ди Куто (1870—1946), дочери графа де Альмерита. Ему наследовал его сын:
- 1934—1957: Джузеппе Томази (23 декабря 1896, Палермо — 23 июля 1957, Рим), 11-й князь де Лампедуза, 12-й герцог де Пальма, барон де Монтекьяро и барон де ла Торретта. Был женат на баронессе Александре фон Вольф-Шторм (1894—1982), дочери русского государственного деятеля, барона Вольфа. Ему наследовал его дядя:
- 1957—1962: Пьетро Томази (7 апреля 1873, Палермо — 4 декабря 1962, Рим), 12-й князь де Лампедуза, 13-й герцог де Пальма, маркиз делла Торретта (его титул учтивости). Последний председатель Сената Итальянского королевства (1944—1946). Был женат на баронессе Алисе фон Вольф (1858—1948), вдове Бориса фон Вольфа.